# ابیرو کروزس
ابیرو کروزس (اسپانیایی: Ibero Cruceros‎) شرکت گردشگری اسپانیایی است، که در سال ۲۰۰۷ تأسیس شد.